# British Home Championship 1906/07
Die British Home Championship 1906/07 war die 24. Auflage des im Round-Robin-System ausgetragenen Fußballwettbewerbs zwischen den vier britischen Nationalmannschaften von England, Irland (ab 1950/51 Nordirland), Schottland und Wales.
| Pl. | Nationalmannschaft | Sp. | S | U | N | Tore    | Punkte |
| --- | ------------------ | --- | - | - | - | ------- | ------ |
| 1.  | Wales              | 3   | 2 | 1 | 0 | 005:300 | 05:10  |
| 2.  | England            | 3   | 1 | 2 | 0 | 003:200 | 04:20  |
| 3.  | Schottland         | 3   | 1 | 1 | 1 | 004:200 | 03:30  |
| 4.  | Irland             | 3   | 0 | 0 | 3 | 002:700 | 0:60   |

|                                                          |   |            |           |
| 16. Februar 1907 in Liverpool (Goodison Park)            |   |            |           |
| England                                                  | – | Irland     | 1:0 (0:0) |
| 23. Februar 1907 in Belfast (Solitude)                   |   |            |           |
| Irland                                                   | – | Wales      | 2:3 (1:1) |
| 4. März 1907 in Wrexham (Racecourse Ground)              |   |            |           |
| Wales                                                    | – | Schottland | 1:0 (0:0) |
| 16. März 1907 in Glasgow (Celtic Park)                   |   |            |           |
| Schottland                                               | – | Irland     | 3:0 (1:0) |
| 18. März 1907 in London (Craven Cottage)                 |   |            |           |
| England                                                  | – | Wales      | 1:1 (0:1) |
| 6. April 1907 in Newcastle upon Tyne (Saint James’ Park) |   |            |           |
| England                                                  | – | Schottland | 1:1 (1:1) |